# بویکا: شکست‌ناپذیر
بویکا: شکست‌ ناپذیر (به انگلیسی: Boyka: Undisputed) همچنین با عنوان شکست ناپذیر ۴ نیز شناخته می‌شود، یک فیلم رزمی آمریکایی تولید سال ۲۰۱۵ که در سال ۲۰۱۷ به صورت ویدئویی منتشر شد. همچنین این فیلم ادامه‌ای برای فیلم شکست‌ناپذیر ۳ (۲۰۱۰) محسوب می‌شود. اسکات ادکینز نیز برای سومین بار در نقش یوری بویکا ایفای نقش می‌کند. 

## داستان
یوری بویکا برای راه یافتن به مسابقات اروپایی باید حریفی سرسخت را از پیش رو ی می شود. سپس برای دلجویی و بخشش از همسر حریفش راهی روسیه می‌شود و برای کمک به وی مجبور به مسابقه برای کسی می‌شود که بخاطر بدهی حریف مرده

## تولید
آیزاک فلورنتین که قسمت دوم و سوم را بر عهده داشت، قرار بود این قسمت را نیز کارگردانی کند. او در نهایت تصمیم گرفت که کار کارگردانی را برای مراقبت از همسر بیمار خود واگذار کند، اگرچه او همچنان به عنوان تهیه کننده درگیر بود. این کار به تادور چپکانوف رسید. 

### فیلمبرداری
فیلم‌برداری اصلی فیلم در ژوئن ۲۰۱۵ در بلغارستان شروع شد و در ژوئیه ۲۰۱۵ به پایان رسید، و در فوریه ۲۰۱۷ به صورت فیلم ویدئویی پخش شد.

## تمجیدها
این فیلم برنده جایزه بهترین مبارزه شد، در حالی که اسکات ادکینز برنده جایزه بهترین بازیگر مرد فیلم اکشن جکی چان برای ایفای نقش یوری بویکا در جشنواره فیلم شانگ‌های ۲۰۱۷ شد.